# Samurai II: Vengeance
Samurai II: Vengeance est un jeu vidéo d'action pour iOS, Android, BlackBerry OS, Microsoft Windows et macOS. Il a été développé par Madfinger Games. C'est la suite de Samurai: Way of the Warrior.

## Gameplay
Samurai II: Vengeance est un jeu vidéo hack and slash ombragé qui décrit l'histoire d'un grand samouraï dans un décor mythologique japonais féodal. L'histoire commence lorsque le samouraï nommé Daisuke tue le chef des ennemis en utilisant son combo spécial. Maintenant, le joueur doit contrôler le samouraï à l'aide d'un joystick ou d'un clavier et utiliser ses différents combos et mouvements pour poignarder les ennemis. Briser des barils et tuer des ennemis confère à l'utilisateur du karma. Le karma est nécessaire pour acheter de nouveaux mouvements et combos. Avancer vers de nouveaux niveaux rend les ennemis plus forts et plus puissants.

## Intrigue
Daisuke continue son voyage pour trouver des informations sur Orochi. Il atteint un village balnéaire, tue le chef (l'un des Orochi) au combat et massacre ses hommes. Les villageois, reconnaissants font confiance à Daisuke, mais un soldat blessé envoie un signal de détresse et des renforts arrivent, dans lesquels Daisuke les tue tous à nouveau. L'ancien du village envoie Daisuke faire une course qui consiste à détruire un avant-poste dans les montagnes. Il retourne au village et l'aîné lui raconte comment Orochi a lié son âme au démon Mikaboshi et a gagné plus de pouvoir. Daisuke fait ses adieux, se rend sur l'île des morts et apprend la forteresse aérienne géante d'Orochi. Daisuke tue tout le monde sur l'île et s'infiltre dans la forteresse aérienne. Après avoir massacré à lui seul les hommes d'Orochi, il vient combattre Daisuke, une bataille longue et apparemment impossible se déroule et Daisuke prend le dessus, auquel il laisse Orochi mort.

## Accueil
Samurai II: Vengeance a reçu des critiques généralement positives pour les critiques et il détient un score de 83 sur 100 sur Metacritic.
Pocket Gamer Tracy Erickson fait l'éloge de la difficulté du jeu indiquant « Samurai II a une courbe d'apprentissage qui semble abrupte au début, mais en exerçant un haut niveau de défi au début du jeu, il permet de mieux s'équiper pour des scénarios plus difficiles plus tard ». Le jeu a reçu 2 prix du jeu tchèque de l'année. Un pour le meilleur jeu vidéo pour appareils mobiles et un pour la réalisation artistique dans la création de jeux. 